# 空手道
空手道（日语：／ Karate-dō */?），亦稱「空手」（日语：／ Karate），是发源於琉球群岛（主要是冲绳本岛）民間的一種武術，在20世纪初期经过系统化和现代化发展成为日本武道之一。空手道主要以徒手技法为核心，运用拳、脚、肘、膝等身体部位进行攻防，包含踢、打、摔、拿、投、鎖、絞、逆技、點穴等多種技術，但個別流派也練習武器術。"空手"一詞意為"空的手"，既指主要不使用器械，也暗示了佛教"空"的哲学内涵。作为武道的一种，空手道不僅注重技擊能力的培养，還强调禮儀、自律和精神修養。現代空手道比賽大致分為「形」和「組手」兩大類。型是以假設的對手為目標，單人進行空手道技術的預定動作表演練習；而自由組手即為對打比賽。在各種規則中，世界空手道聯盟（WKF）採用先中即得分，後中不得分的規則，強調技術運用的速度和技巧。

## 名稱

### 手、唐手
「空手道」的祖先為古琉球传统武術。古代琉球人将其武术通称为「手(ティー)」，因而其民间固有武术后来又被称为「冲绳手」。古代琉球人因與中國人往來密切（尤其在閩人三十六姓渡來之後），因而在当地民间传统武术中融入了許多中國武術的招式。1820年代，琉球人佐久川寬賀前往燕京學习中國武術，他在学成归来后被人昵称为“唐手佐久川”，讓「唐手」之名得以發揚，而有人認為是寬賀首先將此武藝稱為「唐手」。
古代琉球國與很多東亞國家一樣是漢字文化圈的成員，漢字在其官方文书和文学作品中受到广泛使用。“唐手”的“唐”古琉球語音讀為「（Tuu）」，“唐手”的“手”古琉球語訓讀為「（Dii）」。“唐手”二字在古琉球語中讀為「（TuuDii）」。在日語中，「唐」可以音讀作（Tou）或訓讀作（Kara）；「空」也可以訓讀作（Kara）；「「手」字可以訓讀作（Te），發音讀作（Karate）。而根據沖繩空手道家船越義珍的說法，一詞的含義不明，既可以對應於漢字「唐手」，因為該武術系由唐人（中國人）的少林武術發展而成；亦可以對應於漢字「空手」，因為練習該武術時赤手空拳不帶兵器，且參考了佛家《般若心經》中的空，認為空為高尚境界。
或有不可靠傳說，1658年鄭成功北伐金陵失敗，部隊敗退至長江口慘遇颱風，部份福建軍人漂流至琉球國，教授當地人南拳、少林拳功夫，遂融合了琉球手，當地人便以「唐手」稱之。
沖繩當地產甘蔗，當地蔗農上工時，偶忘帶柴刀，回家太麻煩。故空手劈破甘蔗的武藝傳出，以此得名，此則民間笑談。

### 空手
甲午戰爭之後，中國逐漸被視為敵對國，帶「中國」、「唐」名稱的東西都受到一定程度的抵制。而在日語裡「唐」字的訓讀發音又與「空」字相同，均為「kara」，而「空」字的含義也恰好與肉搏術「赤手空拳」的特徵吻合。因此在20世紀初，一些日本沖繩的空手道人士出於民族的自尊，要求將縣內各校的體育科中「からて」這一武術的漢字確定為「空手」。起初遭到一些武家的抗拒，仍舊沿用「唐手」這一寫法，但讀音已受到日語影響，開始讀作「Kara-ti」或「Kara-te」。
1905年，沖繩武術家花城長茂發表〈空手組手〉，以漢字「空手」來稱呼唐手，這是空手之名首次被記錄下來。事實上不少空手道流派有傳授各種兵器，如雙拐、雙節棍、雙釵、棍等。而富名腰義珍本人在1922年出版的著作《琉球拳法唐手》仍使用唐手一詞。
1916年，在沖繩人船越義珍於東京武德殿公開表演空手道之後，空手道開始以現代形式在日本本土迅速發展和傳播。以此為契機，許多沖繩的空手道家都旅至東京等地，致力於空手道的推廣工作。由於師承流派之間歹界心，這些空手道家們從不橫向聯絡；而空手道的激烈踢打和直接對抗容易造成傷害事故，不便以競技比賽的方式進行交流提高，這樣就形成了以套路為中心、各自為體的普及推廣方式。
1929年，在慶應義塾大學發行的內部機關刊物上，船越義珍將唐手定名為空手。船越義珍之舉，引起沖繩本土對於這門武術的名稱爭議。
1935年，船越義珍出版《空手道教範》，仿效日本其他武術，如柔道等，在空手之後冠上「道」，形成空手道的名稱。
1936年（昭和11年）10月25日，琉球新報在那霸舉行空手大家座談會，將這種武術定名為「空手」，開始廣泛被接受。
| 15 ~ 18世紀 | 19世紀               | 1901年 ~       | 1929年 ~ | 1929年 ~   | 1980年代 ~     |
| 手、琉球手  | 手（琉球手、沖繩手） | 唐手（からて） |          | 空手（道） | カラテ、KARATE |
| 手、琉球手  | 唐手（トゥーディー） | 唐手（からて） |          | 空手（道） |                |

## 歷史

### 起源
關於空手道的起源眾說紛紜。目前最為學術界所認同的一種說法是，空手道的前身是古代琉球民间的传统武術，被称为「手(ティー）」，在接受了中國武術的影響后形成唐手；後來又接受日本武道的影響，在20世纪初完成技术体系的系统化和标准化，以及道场制度、段位制度和各大流派的确立，发展成為現代的空手道。
唐手和琉球手原本在琉球士族中秘密傳授學習，並形成了一些流派。1872年琉球國被日本兼併之後，唐手的教學開始公開化。大正年間，唐手傳入日本本土，後被認定為是日本武道之一。二戰之後，空手道成為一種風靡日本國內外的體育運動，在世界各地廣泛傳播。
空手道的發祥地是歷史上的琉球國（今琉球群島），其起源眾說紛紜。1392年，琉球國中山王察度遣使向中國明朝朝貢。明洪武帝派遣閩人三十六姓赴琉球。這些福建移民在那霸港附近建立了久米村，將中國的技術傳入琉球。中國拳法也在此時被帶往了琉球，在結合了當地的传统格鬥術后，發展成现代空手道的原型唐手。這種說法即「久米三十六姓輸入說」。
然而有人對此說產生質疑，指出明朝初期中國拳法尚未發達，唐手是在明朝中後葉時期傳入琉球的。1609年，薩摩藩攻占琉球國，將琉球變成其附庸國，並對琉球實行禁武政策。當地人為了反抗薩摩的壓迫，將從中國人處學習的中國拳法與當地既有的打鬥術相結合，從而形成了唐手。這種說法也被稱為「慶長輸入說」（1609年是日本慶長14年）。《大島筆記》中聲稱唐手系由中國人公相君帶入琉球的。
還有一種說法認為空手道起源於琉球民間的舞方。「舞方」是琉球舞踊的一種，為琉球民間一種帶有武術性質的舞蹈。「舞方」即冲绳传统武术「手(ティー)」在唐手尚未发展起来之前的原始形态，後來結合中國武術發展成唐手、空手道。空手家安里安恒及其弟子，以及容宜仁都支持這種說法。
另外，還有沖繩相撲起源說、柔術起源说等。但這些說法都是由明治以後空手家或研究者提出，大多沒有明確的史料加以證明。也有琉球当地盛产甘蔗，自古当地农民忘带柴刀上工砍蔗，就练成手刀砍蔗法

### 唐手佐久川
最初，琉球民间的传统武術被稱為「手」(Tee)。而唐手這一名稱最早出現于19世紀20年代。當時，琉球著名的武術家佐久川寬賀遠渡重洋，至清朝學習中國武術，並將其帶回琉球。因遠赴中國留學，佐久川深受中國武術的影響，被人昵稱為「唐手佐久川」。「唐手」在這裡是指來自中國的徒手格鬥術的意思。佐久川寬賀將中國武術與当地既有的传统武术結合，从而形成了唐手。

### 薩摩藩統治下琉球的禁武政策

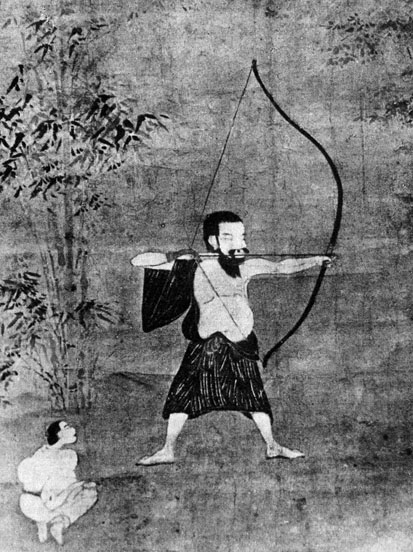
毛世輝（我謝親方盛保）繪製的「我謝親方弓射圖」（19世紀初期），有學者據此對禁武政策的真實性表示質疑。

過去通常認為唐手發展的背景是琉球歷史上的兩次禁武政策。第一次施行於尚真王時代（1476年-1526年），琉球王府將全國各地的兵器予以收繳，集中於首里城。琉球成為幾乎沒有兵備的國家。第二次是在1609年薩摩攻占琉球之後，薩摩藩在琉球設置在番奉行所，將全國兵器予以沒收。為了對抗薩摩藩的統治，琉球人積極學習拳法，形成了武術唐手，也就是空手道的原型。
然而近年來有學者對禁武政策發展說提出反駁。根據1613年薩摩藩向琉球王府發出的禁武命令，其內容為：「一、禁止持有鐵炮。二、承認王子、三司官、士族本人擁有武器的合法性。三、凡武器類物品修理之事，皆要通報在番奉行所，在經薩摩方面批准後方可修理。四、凡與刀劍類物品有關的事務，皆要接受在番奉行所的批准。」其中並沒有完全禁止武器的持有行為。在這段時期裡，琉球劍術、槍術、弓術的高手依然很多。而禁武政策起源說則是當時一些帶有反日情緒的琉球士族激勵練習武術的一種手段。藤原稜三完全否定禁武政策起源說，認為這完全是一種民間的傳聞。

### 手（沖縄手）時代
《球陽》中曾提到16世紀武術家虞建極（京阿波根實基）遭刺客暗殺时，赤手空拳折斷暗殺者兩股的記載。安里安恒認為，這可能就是「冲绳固有的武术」。18世紀以後，琉球湧現出大量武術達人，其中包括向和聲（西平親方朝敘）、毛邦秀（具志川親方盛昌）、僧侶通信、麻真富（渡嘉敷親雲上）、蔡世昌（高島親方）、向文琳（真壁里之子親雲上朝顯）、毛台光（豐見城親方盛綱）等人。
1776年，日本土佐藩儒學者戶部良熙漂至琉球，寫下了《大島筆記》。該書根據琉球士族的說法，提到了中國武術家公相君曾向琉球士族傳授組合術的武打技法。根據該書的說法，公相君是1756年中國冊封使團的一名侍從武官。

### 唐手時代
19世紀，唐手這一名稱開始形成和普及。該時期著名的武術家有：首里的佐久川寬賀及其弟子武成達（松村宗棍）、盛島親方、油屋山城；泊村的宇久嘉隆（楊氏）、禪南（照屋親雲上規箴）；那霸的湖城以正（蔡氏）、長浜筑登之親雲上等人。其間，一些琉球武術家曾向薩摩的在番役人學習劍術，將示現流劍術亦融入了唐手之中。空手道中用正拳或手刀擊打木棒的鍛煉方法，就是受到示現流砍擊木樁的影響。亦有觀點認為空手道追求一擊必殺是受到示現流的影響。
在這段期間，唐手共分有三大流派：首里手、那霸手和泊手。其武術都只在特定人群中傳播，嚴禁外洩。

### 唐手的公開
1879年的第二次琉球處分後，琉球的士族階級不復存在，唐手面臨失傳的危險。一部分原本有官職和俸祿的士族突然家境沒落，轉而潛心修煉唐手。在這種情況下，唐手家糸洲安恒致力於在學校中普及唐手。1901年，首里尋常小學校向學生教授唐手，發音由日语：改為。1905年，沖繩縣立第一中學校（今首里高等學校）與沖繩縣立師範學校的體育科亦開始傳授唐手。1936年，「唐手」正式改名為「空手」。
一些不滿於日本統治的琉球人遠渡中國，在中國開設道場，學習中國拳法並傳授唐手。其中包括了蔡氏湖城以正、慎善熙（東恩納寬量）、齊氏上地完文等人。

### 傳入日本本土
1922年（大正11年），在日本文部省主辦的第一回體育展覽會上，容宜仁（船越義珍）表演了唐手。這引起了日本武道家的極大關注，其中包括了柔道的創始人嘉納治五郎。次年的6月，船越義珍受邀在講道館教授唐手。嘉納治五郎等200餘名柔道有段者前往講道館，聆聽富名腰的解說。船越逗留東京，指導唐手。
在此同一時期，本部朝基於同年11月參加了在京都舉行的武術比賽，一拳擊倒了俄羅斯拳擊手，向世人展現了唐手的實力。日本人見到了唐手的實力，紛紛學習唐手。本部於同年在大阪開始指導唐手。在本部和船越二人的影響下，日本各大學紛紛設立了唐手部。
1924年（大正十三年），本部朝勇在沖繩創立沖繩唐手研究俱樂部，1926年更名為沖繩唐手俱樂部。該俱樂部成為唐手家技術的交流場所。著名參加者有明增盛（花城長茂）、向氏本部朝勇、向氏本部朝基、向氏喜屋武親方朝德、向氏知花朝信、夏氏摩文仁賢和、宮城長順、許田重發、吳賢貴等人。

### 空手道的誕生

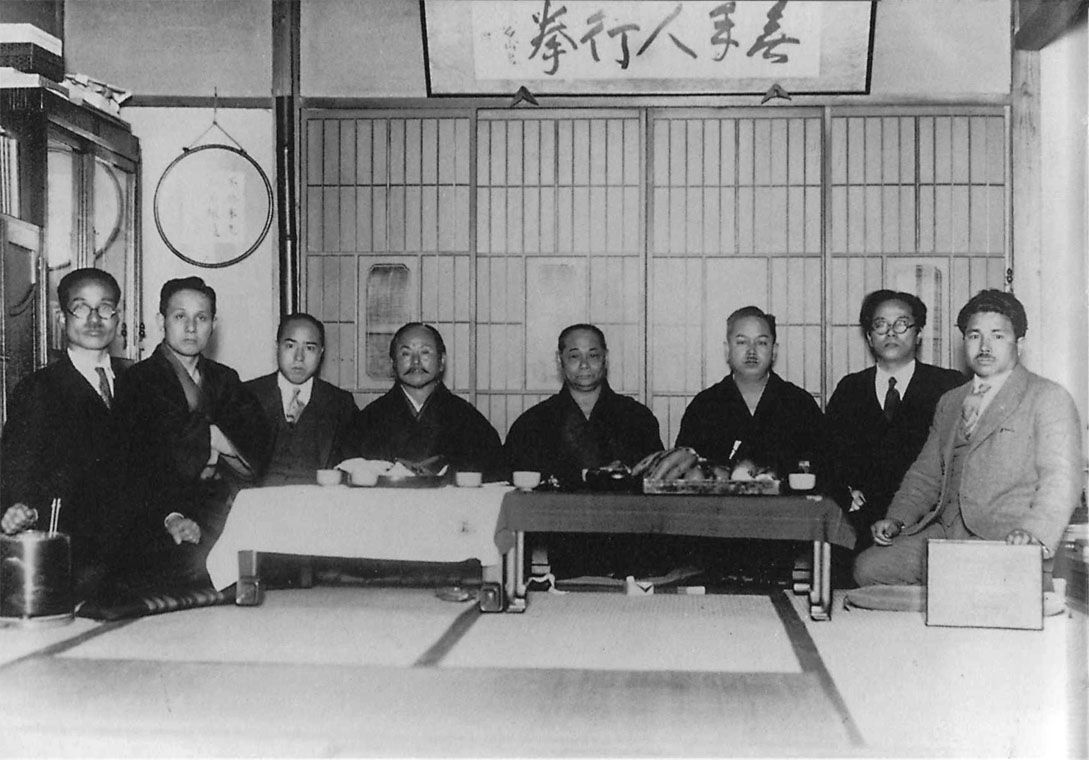
1930年代，活躍於日本本土的空手家聚會於東京。左起：遠山寬賢（易氏，修道館）、大塚博紀（和道流）、下田武（船越高弟）、容宜仁（松濤館流）、本部朝基（本部流）、摩文仁賢和（糸東流）、仲宗根源和（空手研究社）、平信賢（保存振興會）。

昭和初期，摩文仁賢和、宮城長順、遠山寬賢（易氏）前往日本本土指導唐手。1933年，唐手被大日本武德會認定為日本武道之一。然而，當時唐手是被當作柔道或柔術的一部分，這是因為唐手稱號的審查是由柔道家來進行的。
1929年，船越義珍在慶應義塾大學唐手研究會執教時，根據般若心經中「空」的概念，將「からて」的漢字定名為「空手」。而這一定名符合當時日本當局試圖消除中國對琉球的影響的倾向，因此在日本廣泛傳播。因為其他武道的名稱後都有一個「道」字，因此「唐手術」改名為「空手道」。1936年10月25日，在那霸舉行的空手大家座談會中正式通過了將「唐手」改名為「空手」的決議。

### 武道禁止令的頒佈和空手道的再度活躍
1945年，二次世界大戰，日本投降，琉球群島和日本本土皆為美軍所佔領。統治日本的聯合國軍最高司令官總司令部（GHQ）下令禁止練習武道，因此日本文部省下達了柔道、劍道等武道禁止令，空手道的活動一度停滯。然而，文部省聲稱「空手道的正式名稱是空手」，因此「不是武道」。空手道得以再度活躍。

### 全國組織和競技空手道的誕生
空手家們在太平洋戰爭之前一直試圖將空手道競技化。1954年，韓武館（今全日本空手道聯盟鍊武會）舉辦了第一回全國空手道選手大會，使用防護器具。同年，由日本空手協會主辦的傳統派（以「寸止」為原則，即「禁止直接擊打」之意）全國空手道選手權大會開幕。1962年，山田辰雄在後樂園會堂舉辦第一回空手競技會，試行了直接擊打制。1964年，全日本空手道聯盟（全空連）成立。1969年9月，全空連在日本武道館舉行傳統派（寸止）的第一回全日本空手道選手權大會。同年同月，極真空手創立者大山倍達對傳統派空手道的「寸止」原則提出質疑，提出除去一切防護器械，徒手赤腳直接擊打對方（除足技以外嚴禁擊打面部），並于東京體育館舉辦第一回全接觸式全日本空手道選手權大會，在空手界刮起了一陣旋風。另一方面，全空連於翌年舉辦第一回世界空手道選手權大會。

### 流派林立和空手道的多樣化
此後，空手道在日本開始逐漸全國化、組織化，並出現各種流派。1948年，容宜仁的弟子于東京創立了松濤館流的最大會派——日本空手協會，並於1957年4月10日被日本文部省認定為社團法人。但是在1958年，廣西元信因對戰前空手道試合化的不滿，從松濤館流中分裂了出去。而像遠山寬賢這種標榜無流派的空手家較為少見。
因對全空連試合規則中「寸止」原則的不滿，大山倍達創立了全接觸式空手，採用了直接擊打制（除攻擊面部外）。然而大山死後，極真會館即分為許多各自獨立的派別。其中一個分派大道塾空道將打擊技特化，吸收了柔道中的關節技和投技，形成了一種綜合武道。

### 申請奧運項目
日本外務省下屬的「Web Japan」聲稱目前全球有2,300萬名空手道練習者。1994年，在日本廣島舉辦的第12屆亞運會中，空手道正式成為亞運會的競技項目之一。2005年，在國際奧林匹克委員會的投票中，因票數沒有達到所規定的2/3，空手道作為奧運會項目的提議被否決，未能入選於2012年舉辦的倫敦奧運會。2009年，同樣是在國際奧委會的投票中，空手道亦未能入選於2016年舉辦的里約熱內盧奧運會。2016年，经2020年东京奥运会组织委员会提议，空手道成为东京奥运会比赛项目。

## 四大流派
由於唐手於冲绳岛的不同地方發展，形成了三套基本勢法——那霸手、首里手以及泊手。以上所述三大派系“唐手”，當中“首里手”與“那霸手”後來再進一步發展成為傳統空手中的“四大流派”。其中“首里手”之代表人物容宜仁在其恩師馮氏糸洲筑登之親雲上安恒過世後，於1922年第一位開始將空手從琉球傳入日本本土，因容宜仁號“松濤”，其空手即被稱為“松濤館空手”（或松濤館流空手）。而“那霸手”之代表人物宮城長順在其恩師慎善熙過世後，於1928年在日本京都以“三戰”型為剛之型，“轉掌”型為柔之型命名，設立“剛柔流空手道”。繼“松濤館”與“剛柔流”之後，夏氏摩文仁賢和於1929年在日本大阪以其兩位恩師之名，馮氏糸洲安恒之“糸”與慎氏東恩納寬量（慎善熙）之“東”命名，“糸東流空手道”。另外“和道流空手道”則是由“神道場心流柔術”師範，兼向容宜仁學習“松濤館空手”之大塚博紀于1929年設立“和道流柔術拳法”（或和道流空手道）而創立。直到今日松濤館流、剛柔流、糸東流及和道流統稱為“四大流派”。後期又有大山倍達的極真會空手道（全接觸空手道），也成为空手道的一大主要流派。各个流派级数段位安排各有不同，并且流派间段位标准不通用。基本技术、“型”也有很大差异。

### 剛柔流
剛柔流以馬步大開大合為主
要求剛柔並重
套拳比糸東流慢很多；更多的四平馬

### 和道流
和道流空手道的創始人為大塚博紀，大塚博紀出生于1892年。6歲起學習柔道。於1920年到容宜仁的明正塾學習空手道及日本神道揚心流柔術。1923年，在皇居濟寧館道場舉行的舞蹈演武會中參加琉球唐手術表演，大塚博紀表演自創的“唐手術亂取形”（現代空手道中的約束對打），以及“捕短刀”、“捕真劍白刃”博得好評。以此為契機，大塚博紀在1933年5月創設“和道流”即將空手道與日本柔術合而為一的意思。該流派受到“神道揚心流”柔術的影響頗深，其中“ 別”、“流”、“押”、“引”、“入身”、“轉身”等更是柔術的技法特徵。和道流最具特色的是格鬥技術，是極少數在格鬥中能體現流派特徵的空手道，該流派出現了許多空手道格鬥比賽冠軍。同時該派空手道也屬松濤館一系因此在套路上深受松濤館流的影響，但也有自身的特色。
和道流空手道的代表團體有全日本空手道聯盟和道會、世界和道流空手道聯盟等，和道流最大勢力是在日本的大學和學校，以東京大學、東京農業、明治、日本、立教、日本齒科、東京工業、東京外語、北海道、熊本工業、福岡等高校體育聯盟中空手道強校為中堅力量。現任全日本空手道聯盟事務局長荒川通就是和道流的代表人物之一。

### 糸東流
糸東流的創始人摩文仁賢和於1889年生於冲绳县的首里市，為琉球國名將夏居數（越來親方賢雄）之後人，其先人因戰功被琉球國王將琉球國其中一間切摩文仁賜封，因而在明治时代以“摩文仁”為姓。 流祖自小天資聰慧，對武術悟性甚高，13歲時成為當時有“拳聖”之稱的琉球名武術家、首里手派大師馮氏糸洲筑登之親雲上安恒所賞識收為入室弟子，盡得其所傳。馮氏糸洲安恒臨終時也不忘對他培育，20歲時將他推薦給另一位那霸手空手道大宗師——慎善熙先生，繼續學習“那霸手”武術及由中國南少林寺傳來之動態氣功。後又學習了松村派、新垣派等空手道更學習了空手道以外的日本古武道器械。摩文仁賢和于1928年赴東京，在到達日本本土的琉球唐手家中，完全學會首里手和那霸手的僅摩文仁一人而已，結果他能盡得兩派精粹。
在1915年，他的兩位師父先後逝世，其後為了紀念兩位恩師，他用了兩位師父之名字的第一個字，於1927年在大阪開創了自己的空手道流派——“糸東流”。流祖教導門人認真，絲毫不苟，他不但要求門下弟子刻苦耐勞，對他們的品格修養也特別重視。 在訓練方面，流祖不但融會貫通“首里手”和“那霸手”之武術，還加上了日本古代的擒拿術，傳統的居合劍術和多田派的釵術、棒術及雙節棍術。 時至今日，糸東流不但已成為世界四大流派之一， 而且還是目前把空手道保存得最完整的、 最完善的空手道武術流傳後世。糸東流的特點是以“守、破、離”三字來總結，即對型的忠實遵守而後應用最後獨立，以此獨特的方法來修行空手道。而且糸東流空手道極其重視空手道精神的修養，開祖摩文仁賢和極強調糸東流空手道為“君子的拳”是為修行圓滿的人格和崇高的人生目的而進行空手道修行。
摩文仁賢榮（摩文仁賢和之長子）在1918年2月13日於沖繩的首里市出生。他早在幼年時已開始練習空手道，其後也分別學習劍道及柔道。而在1952年摩文仁賢和死後把糸東流命名為“糸東流空手道養秀會”， 且到世界不同地方繼續發展糸東流空手道。
糸東流空手道一共有47個規定型，是四大流派中規定型最多的，也是排選手代表日本參加世界空手道比賽中型比賽最多的流派。糸東流的型是其流派的一大特色。糸東流的代表團體有全日本空手道聯盟糸東會、世界糸東流空手道聯盟、林派糸東流、正氣會、修交會、修道會、聖心會、明武會等。自1989年起每兩年舉辦一次世界級空手道比賽。
由於近幾十年來，武術相繼以技擊運動模式發展，因此傳統空手道也隨著技擊運動的發展而融入了不同的技術而分支出更多的新興流派。

## 現今空手道分類

### 傳統空手道（Traditional Karate）
以四大流派為主（松濤館流、剛柔流、和道流、糸東流），以及一些較小的流派（劉衛流、上地流、少林寺流、昭靈流、松林流、小林流、本部御殿手），練習方式強調古法古風，但是由於空手道運動競技化影響，四大流派以及劉衛流紛紛投入新型的體育化訓練模式中，雖保有傳統技術，但也逐漸偏向於保留形式而已，訓練方式已經相當現代化；而部份四大流派分支出來的團體也依舊保有傳統式的練習風格。
傳統空手道的組手競賽模式，最初是以日本空手協會（JKA）所訂定（大部分都是松濤館成員，因此這種比賽方式又常被誤稱為“松濤館”比賽方式），擊中目標的程度可分為“半本”或“一本”，兩次“半本”合計為“一本”，得到一本即得勝，比賽模式和劍道有點像，只是傳統空手道的競賽方式必須點到為止，不能直接伤害對手，雖然如此，空手道高速度的互動下，受傷事件還是屢屢發生。
型的競賽方式則和一般體育競賽的體操類似，由評審舉積分牌來決定勝出。

### 競技空手道（Sport Karate）
以體育競賽型式為發展目標的空手道，以世界空手道聯盟（World Karatedo Federation簡寫為WKF）為主，WKF的成員主要是傳統四大流派的組織，他們的理念是以多樣化，多元的競技方式，將空手道體育化，競賽安全化的方式，目標是將空手道挺進成為奧運項目；在WKF的推廣模式下，空手道的傳統風格可以說幾乎是蕩然無存，而部分傳統技法在WKF的模式下則成了一種“比賽不能用到，食之無味，棄之可惜的文化包袱”，而型是基本動作的組合，打一套型可以看出你的基本練的如何；因此部份保守人士認為WKF的推廣模式會毀了傳統空手道的風格，但是WKF的模式卻讓空手道在歐美大為盛行，推廣事半功倍。
繼承了傳統空手道的比賽模式，以及不斷的修改，WKF的競技化空手道比賽分为一分（yuko，日语： yūkō）、二分（waza ari，日语： waza ari）、三分（ippon，日语： ippon），依照擊中的部位和招式來分別，例如踢中頭部可得“ippon”，拳頭擊中則只有“yuko”，以積分高者為優勝，對於點到為止的比賽安全性要求比傳統空手道要高，由於比賽規則太過於複雜，常造成非空手道練習者看不懂比賽進行方式。
型的競賽方式則是五位評審以紅藍旗多寡來決定勝出方。
現代競技空手道新規則變動
- yuko（日语： yūkō）一分：意思為此得分有效，例如上段的拳擊，中段拳擊。對方失去平衡攻擊
- waza ari（日语： waza ari）二分：waza日文意思為技術，waza ari就是指此技術有效，例如中段踢擊就是兩分
- ippon（日语： ippon）三分：原先為一分意思，現在改為ippon為這一下威力可以擊倒對方，符合空手道一擊必殺原則

### 全接觸空手道（Full contact Karate）
最初是大山倍達所創立的大山空手道場中的練習方式，大山倍達繼承了剛柔流和松濤館流空手道，以及部份小流派拳術的技術。和傳統空手道點到為止的練習方式不同的是，最初的大山空手道場練習方式是不穿戴護具而直接擊打目標，過於嚴苛的練習方式使得大山道場充滿了一種傳奇性的色彩，日後也為後來成立的極真會館打下深厚的基礎；而大山倍達成立極真會館後，練習方式依舊，唯獨只有拳頭不能直接擊打頭部而已。
極真會館的競賽方式也和傳統武術的得點制稍有不同，有效打擊（當對手被擊中一瞬間無法比賽但並未倒下時）可得“半本”，若對手被擊中時，有雙腳以外的部位接觸到地面（跌倒不算），即可得"一本"，得到一本即得勝。
極真會館的出現，造成空手道競技的一種革命，使得後來全接觸空手道組織林立，雖然大部分都是從極真會館所分裂出來，讓空手道高度打擊力又成了一種招牌。
後來的全接觸空手道有可以穿戴眼部護具和護襠，對這兩個要害進行攻擊的FSA拳真會，以及不穿戴護具而直接進行顏面拳頭攻擊的真武館，全接觸空手道演進至此，也讓一些衛道派空手道人士認為只是單純的暴力，不具武道精神。

### 硬式空手道（Koshiki Karate）
少林寺流空手道的一種競賽方式，和全接觸空手道的競賽方式不同的是，少林寺流穿戴全身的謢具，進行全接觸的比賽，但是以積分為優勝條件，少林寺流比賽時，可見選手動作特別大，也許是因為穿戴全身護具的關係，動作無法做得太細膩。
於香港，硬式空手道是由沖繩剛柔流日本正武館已故創館館長鈴木正文先生（國際十段範士）引入的空手道競技方式。提倡安全而具實戰的空手道。在穿著具強大保護力的頭盔及護甲等護具情況下，得分更有標準，更客觀，選手更能全面發揮空手道的技術和力量，進行實戰式空手道。學員在這完整的保護措施下，可減低一般技擊性運動中受傷的程度，能夠準確的認識到「力量」與「技巧」的運用。從常規的練習中，領略到傳統武道的精神。鈴木正文前館長（十段範士，Masahumi Suzuki，1929-1991）生於日本本州福島縣，日本中央大學政治系畢業。自少嗜武的鈴木館長，精通空手道、柔道、合氣道、劍道、居合道及古武道等多種武術。年青時跟隨宮里榮一先生於沖繩學習剛柔流空手道。1950年，鈴木館長創辦正武館，於京都一幼兒院的小房間內開始傳受空手道。因發展迅速，不久道場便遷往可容納百多人的禪宗古剎建仁寺內，並於1968年，在聯合國世界文化遺產之一，下鴨神社前，建成當時全球最大的現代化綜合武術館，教援多項日本傳統武術。此規模宏大兼富東洋建築特色的道場，成為海內外人士瞭解日本武術的勝地。正武館門生亦廣泛流傳至世界各地。
鈴木館長為香港早期空手道發展的關健人物之一。自1965年與順道館上原恒先生一起訪港至80年代末，鈴木館長多次為本港空手道發展而奔波。在1967及68年，曾頒發黑帶證書予多位首批本港空手道家。此外，鈴木館長曾經是健力士徒手破瓦片記錄的保持者、與千葉真一等武打明星合作拍攝了八部電影（1974-76）、創辦硬式空手道（1975），以及擔任拳王阿里（Muhammad Ali）與日本摔角高手安東尼奧豬木擂臺賽的裁判（1976）。1991年病逝於臺北。
現時由日本正武館二代目；即現任館長河野安雄先生（國際九段範士）繼續推廣，至今已有40多年歷史。
並於1985年創辦『香港硬式空手道總會』。創會會長（朱達基） 副會長（陳社發）。香港推行硬式空手道的有沖繩剛柔流日本正武館，香港支部道場有恆武會、武士會、純武會、桂和會及和平學會等等；而沖繩剛柔流空手道日本正武館的香港支部長為陳社發（8段）。自2011年 朱達基因宣教工作，移居日本，轉移前往日本正武館總本部九条道場，協助河野館長繼續推動『硬式空手道』。並於2012年於京都山科開設『泉空手』2013年於滋賀縣草津開設『草津空手道教室』至今（2021）繼續推動硬式空手道及宣教工作,成為首位在日本建立空手道道場的香港人。並訂立1010硬式空手道教室目標，於未來10年，在日本10個大城市，分別為1.東京 2.名古屋 3.大阪 4.北海道 5.瀬田 6.川崎 7.神戶 8.廣島 9.福岡 10.橫濱
建立『硬式空手道教室』在日本繼續推動硬式空手道。

### 格鬥空手道（Combat Karate）
指的是大道塾空手道或「空道」，大道塾雖然繼承於極真會館，但是和極真會館不同的是，大道塾空手道幾乎不練傳統空手道的技術，而是直接將拳擊、泰拳、跆拳道、柔道、柔術的技術納為己有，因此又被稱為“著衣格鬥技”，最近大道塾將名稱改為“大道塾空道”，為了和空手道做區別，比賽時，兩方穿著一青一白道服，戴著塑鋼製頭盔以及小型拳套進行全接觸競賽，比賽採擊倒制，但是和綜合格鬥技不同的是，對於躺下的對手，打擊僅能用“點到為止”的方式打。
在無限量級的比賽中，若兩方體格差距太大，可穿戴護襠進行下陰攻擊。

### 美式空手道（Kenpo Karate）
日文直譯「拳法唐手」，現主要稱作「美式拳法」。由夏威夷美籍華裔周威廉揉合父親的中國功夫而創立的流派，周在1987年因高血壓性心臟病去世前將流派改名「唐法拳法空手」，其徒艾德·帕克則擦亮「拳法唐手」這塊招牌發揚光大。值得注意的是此非美式踢拳，兩者不能混為一談。

## 技術

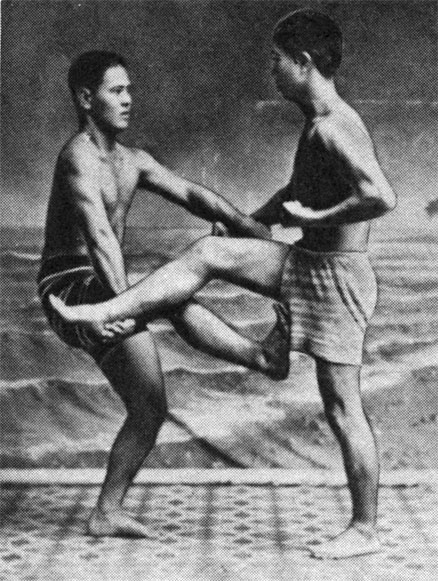
正在練習組手的空手家宮城長順和許田重發

空手道的技術從表現的形式上共分為型（形）和組手兩種。型是將空手道技術合理組織、配套練習的一連串動作組合，包括攻擊、防禦等各種技法，一般用於單人練習。現今的空手道道館中，型的練習往往是按順序依次演練，每種型的練習時間為數十秒至數分鐘不等。型的練習熟練後，才開始練習空手道的基本組合術，也就是組手。
傳統的空手道是運用拳腳的殺傷力，克敵制勝的一種徒手武術；後來隨著全世界技擊運動的發展，空手道也分門別派分出多種新興流派，也融合了各種格鬥技的技巧，如今還有保有傳統技術風格的傳統空手道，以及結合了拳擊技術和泰拳技術的全接觸空手道，以及結合了摔投寢技的“格鬥空手道”。
由於古代唐手是在特定的士族之中秘密傳承，不少古代的型業已失傳。明治以後，空手家們創立了數種新的型。在古琉球時代，首里手、那霸手和泊手各成一派，其型也各不相同。而在後來空手道傳入日本本土的時候，沖繩與日本本土的型也存在著差異。
關於首里手和泊手的型，詳見下表。
| 型的名稱                             | 傳承者（作者）                     | 備考                                                           | 型的名稱                  | 傳承者（作者）             | 備考                                                           |
| ------------------------------------ | ---------------------------------- | -------------------------------------------------------------- | ------------------------- | -------------------------- | -------------------------------------------------------------- |
| 騎馬立 ナイハンチ （初～三段）       | 武成達、糸洲安恒、雍唯寬           | 首里手、泊手系各流派間流傳                                     | 竜波 ルーファー           | 比嘉清德                   | 武藝会傳承                                                     |
| 拔塞 パッサイ （大、小）             | 糸洲安恒、親泊興寬                 | 首里手、泊手系各流派間流傳                                     | 二段武 ニダンブ （大）    | 比嘉清德                   | 武藝会傳承                                                     |
| 公相君 クーサンクー （大、小）       | 糸洲安恒、北谷屋良                 | 首里手、泊手系各流派間流傳                                     | 二段武 ニダンブ （小）    | 岸本祖孝                   | 武藝会傳承                                                     |
| チャンナン                           | （糸洲安恒）                       | 平安型的原型。本部朝基創立                                     | 三波武 サンパブ（大、小） | 比嘉清德                   | 武藝会傳承                                                     |
| 平安 ピンアン（初～五段）            | （糸洲安恒）                       | 首里手系各流派間傳承                                           | 阿南君 アーナンクー       | 喜屋武朝德                 | 來自台湾                                                       |
| 慈恩 ジオン                          | 明增盛                             | 首里手系各流派間傳承                                           | 白鶴 ホーフヮー           | 祖堅方範                   | 少林流松村正統傳承                                             |
| 五十四步 ウーセーシ                  | 屋部憲通（蘇氏）                   | 首里手系各流派傳承                                             | アーラン                  | 幸地克秀                   | 在幸地道場傳承                                                 |
| 王冠 ワンカン                        |                                    | 原為泊手的型。後在首里手、泊手系各流派間傳承                   | 二十四步 ニーセーシー     |                            | 武藝会傳承                                                     |
| ローハイ                             |                                    | 原為泊手的型。後在首里手、泊手系各流派間傳承                   | 壯鎮 ソウチン             | 新垣世璋（林氏）           | 新垣派的型。首里手系流派傳承                                   |
| 鎮東 岩鶴（チントウ） （別名：岩鶴） | 泊地區的城間和金城                 | 由自福州和安南漂流至泊村的人傳授。後在首里手、泊手系各流派傳承 | 十三歩 セーサン           | 武成達                     | 亦作セーシャン。與那霸手的セイサン係同系統的型。喜屋武朝德創立 |
| チンテー                             | 雍唯寬（松茂良興作）、親泊興寬     | 由自福州和安南漂流至泊村的人傳授。後在首里手、泊手系各流派傳承 | ドーチン                  | 兼島信助（長榮氏）         | 來自台湾                                                       |
| ジーン                               | 泊的山                             | 由自福州和安南漂流至泊村的人傳授。後在首里手、泊手系各流派傳承 | 普及型（一、二）          | （敖氏長嶺將真、宮城長順） |                                                                |
| ジッテ                               | 泊的仲                             | 由自福州和安南漂流至泊村的人傳授。後在首里手、泊手系各流派傳承 | 基本型（一～三）          | （知花朝信）               | 少林流傳承                                                     |
| 汪楫 ワンシュウ                      | 真榮田親雲上、本部朝勇、喜屋武朝德 | 原為泊手的型。後在首里手、泊手系各流派間傳承                   | 基本型（三～五）          | （仲里周五郎）             |                                                                |
| 雲手 ウンスー                        | 本部朝勇、摩文仁賢和               | 新垣派的型。後在首里系各流派間傳承                             | 太極                      | （容氏船越義豪）           | 松濤館流傳承                                                   |
| 白熊                                 | （本部朝基）                       | 本部流傳承                                                     | 明星                      | （摩文仁賢和）             | 糸東流傳承                                                     |
| 元手（一、二）                       | 本部朝勇                           | 本部御殿手傳承                                                 | 青柳                      | （摩文仁賢和）             | 糸東流傳承                                                     |
| 合戰手（三～五）                     | （上原清吉）                       | 本部御殿手傳承                                                 | 十六                      | （摩文仁賢和）             | 糸東流傳承                                                     |
| 實戰 ジッチン                        | 本部朝勇                           | 本部御殿手、武藝会傳承                                         | 松風                      | （摩文仁賢和）             | 糸東流傳承                                                     |
| 元手三戰 ムートディーサンチン        | 本部朝勇                           | 武藝会（馮氏比嘉清德）傳承                                     | 心波 シンパー             | （摩文仁賢和）             | 糸東流傳承                                                     |
| 松三戰 ショウサンチン                | 武成達                             | 武藝会（馮氏比嘉清德）傳承                                     | リンカン                  | 仲宗根正侑                 | 泊的型。剛泊会傳承                                             |

那霸手的各種型，詳見下表。
| 流派   | 型的名称                 | 傳承者（作者）   | 備考                                   | 流派   | 型的名称                  | 傳承者（作者）         | 備考                 |
| ------ | ------------------------ | ---------------- | -------------------------------------- | ------ | ------------------------- | ---------------------- | -------------------- |
| 湖城流 | 天卷                     | 蔡氏湖城家       | 蔡氏湖城親方以来七代一子相傳           | 剛柔流 | 壹百八手 スーパーリンペイ | 慎善熙、宮城長順       | 別称：ペッチューリン |
| 湖城流 | 空卷                     | 蔡氏湖城家       | 蔡氏湖城親方以来七代一子相傳           | 上地流 | 三戰 サンチン             | 上地完文               | 來自中国福建省       |
| 湖城流 | 地卷                     | 蔡氏湖城家       | 蔡氏湖城親方以来七代一子相傳           | 上地流 | 十三 セーサン             | 上地完文               | 來自中国福建省       |
| 湖城流 | 白龍                     | 蔡氏湖城家       | 蔡氏湖城親方以来七代一子相傳           | 上地流 | 三十六 サンセーリュー     | 上地完文               | 來自中国福建省       |
| 湖城流 | 白虎                     | 蔡氏湖城家       | 蔡氏湖城親方以来七代一子相傳           | 上地流 | 完子和 カンシワ           | （上地完英（齊氏）     |                      |
| 湖城流 | 白鶴                     | 蔡氏湖城家       | 蔡氏湖城親方以来七代一子相傳           | 上地流 | 十六 セーリュー           | （上地完英（齊氏）     |                      |
| 湖城流 | 完戰 カンチン            | 蔡氏湖城家       | 蔡氏湖城親方以来七代一子相傳           | 上地流 |                           | （上地完英（齊氏）     |                      |
| 湖城流 |                          | 蔡氏湖城家       | 蔡氏湖城親方以来七代一子相傳           | 上地流 | 完周 カンシュー           | （上原三郎）           | 旧：第二セーサン     |
| 湖城流 |                          | 蔡氏湖城家       | 蔡氏湖城親方以来七代一子相傳           | 上地流 | 十戰 セーチン             | （糸数盛喜（毛氏））   |                      |
| 湖城流 |                          | 蔡氏湖城家       | 蔡氏湖城親方以来七代一子相傳           | 劉衛流 | サンチン                  | 仲井間憲里、憲忠、憲孝 | 蘇氏仲井間家傳承     |
| 湖城流 | セーサン                 | 蔡氏湖城家       | 蔡氏湖城親方以来七代一子相傳           | 劉衛流 |                           | 仲井間憲里、憲忠、憲孝 | 蘇氏仲井間家傳承     |
| 湖城流 | ニセーシー               | 蔡氏湖城家       | 蔡氏湖城親方以来七代一子相傳           | 劉衛流 |                           | 仲井間憲里、憲忠、憲孝 | 蘇氏仲井間家傳承     |
| 新垣派 | ニーセーシ               | 新垣世璋（林氏） | 首里系各流派傳承                       | 劉衛流 | サンセールー              | 仲井間憲里、憲忠、憲孝 | 蘇氏仲井間家傳承     |
| 新垣派 | ウンスー                 | 新垣世璋（林氏） | 首里系各流派傳承                       | 劉衛流 | セーユンチン              | 仲井間憲里、憲忠、憲孝 | 蘇氏仲井間家傳承     |
| 新垣派 | ソーチン                 | 新垣世璋（林氏） | 首里系各流派傳承                       | 劉衛流 | オーハン                  | 仲井間憲里、憲忠、憲孝 | 蘇氏仲井間家傳承     |
| 剛柔流 | 三戰 サンチン            | 慎善熙、宮城長順 | 原為剛柔流系的型，後東恩流、糸東流傳承 | 劉衛流 | 巴球パーチュー            | 仲井間憲里、憲忠、憲孝 | 蘇氏仲井間家傳承     |
| 剛柔流 | 轉掌 テンショウ          | （宮城長順）     | 旧六機手                               | 劉衛流 | 安南アーナン              | 仲井間憲里、憲忠、憲孝 | 蘇氏仲井間家傳承     |
| 剛柔流 | 擊碎 ゲキサイ （一、二） | （宮城長順）     |                                        | 劉衛流 | 白虎パイクー              | 仲井間憲里、憲忠、憲孝 | 蘇氏仲井間家傳承     |
| 剛柔流 | 碎破 サイファー          | 慎善熙、宮城長順 |                                        | 劉衛流 | 黑虎ヘイクー              | 仲井間憲里、憲忠、憲孝 | 蘇氏仲井間家傳承     |
| 剛柔流 | 四向戰シソーチン         | 慎善熙、宮城長順 |                                        | 劉衛流 | パイポー                  | 仲井間憲里、憲忠、憲孝 | 蘇氏仲井間家傳承     |
| 剛柔流 | 十三手 セーサン          | 慎善熙、宮城長順 |                                        |        |                           |                        |                      |
| 剛柔流 | 十八手 セーパイ          | 慎善熙、宮城長順 |                                        |        |                           |                        |                      |
| 剛柔流 | 三十六手 サンセーリュー  | 慎善熙、宮城長順 |                                        |        |                           |                        |                      |
| 剛柔流 | 久留頓破 クルルンファー  | 慎善熙、宮城長順 |                                        |        |                           |                        |                      |
| 剛柔流 | 征遠鎮 セーエンチン      | 慎善熙、宮城長順 | 亦作セーユンチン。戰前寫作「制引戰」   |        |                           |                        |                      |

組手是由兩名空手道練習者之間相對的練習形式。包括約束組手、自由組手和組手試合。
組手的雛形在琉球國時代就已經完成。琉球處分之後開始制式化，目前最早的組手制度可追溯到大正時代本部朝基的十二本。在清朝冊封尚泰王時，使臣曾提到了琉球武術中的交手。這可能就是組手的原型。

## 段級位・色帶・稱號
空手道的段級位制和色帶制是參照柔道創立的。空手道段位制於1924年由船越義珍發行，為歷史上最早的空手道段位制。
與柔道一樣，空手道分為黑帶和白帶。黑帶為有段者，白帶為入門者。黑帶與白帶之間（1~3級），多數流派設有茶帶。一些流派當初設有綠、黃、青等色帶，今日已一般化。段級位和色帶在各個流派中有差異，傳統派空手的段位為全日本空手道聯盟的公認段位。
空手道的稱號有範士、教士（達士）、錬士、術士、少士，最早由大日本武德會授予。1946年，在聯合國軍最高司令官總司令部的指令下大日本武德會解散後，由各個流派或會派自行授予。
| 段級位           | 帶的顏色             | 称号                     |
| ---------------- | -------------------- | ------------------------ |
| 十段             | 赤                   | 範士                     |
| 九段             | 赤                   | 範士                     |
| 八段             | 黑                   | 鍊士                     |
| 七段             | 黑                   | 教士                     |
| 六段             | 黑                   | 術士                     |
| 五段             | 黑                   |                          |
| 四段             | 黑                   |                          |
| 三段             | 黑                   |                          |
| 二段             | 黑                   |                          |
| 初段(成年人)     | 黑                   |                          |
| 初段(十九歲以下) | 黑白(兩边黑，中间白) | 少士(達成二十歲取消稱號) |
| 一級             | 棕                   |                          |
| 二級             | 棕                   |                          |
| 三級             | 棕                   |                          |
| 四級             | 紅                   |                          |
| 五級             | 紫                   |                          |
| 六級             | 藍                   |                          |
| 七級             | 綠                   |                          |
| 八級             | 黃                   |                          |
| 九級             | 橘                   |                          |
| 十級             | 白                   |                          |

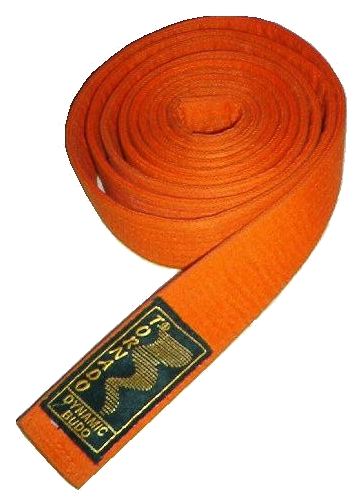
赤帶

- 以上為空手道剛柔流段帶制的一例，具體段帶制的情況各個流派、會派間有差異。

## 道服

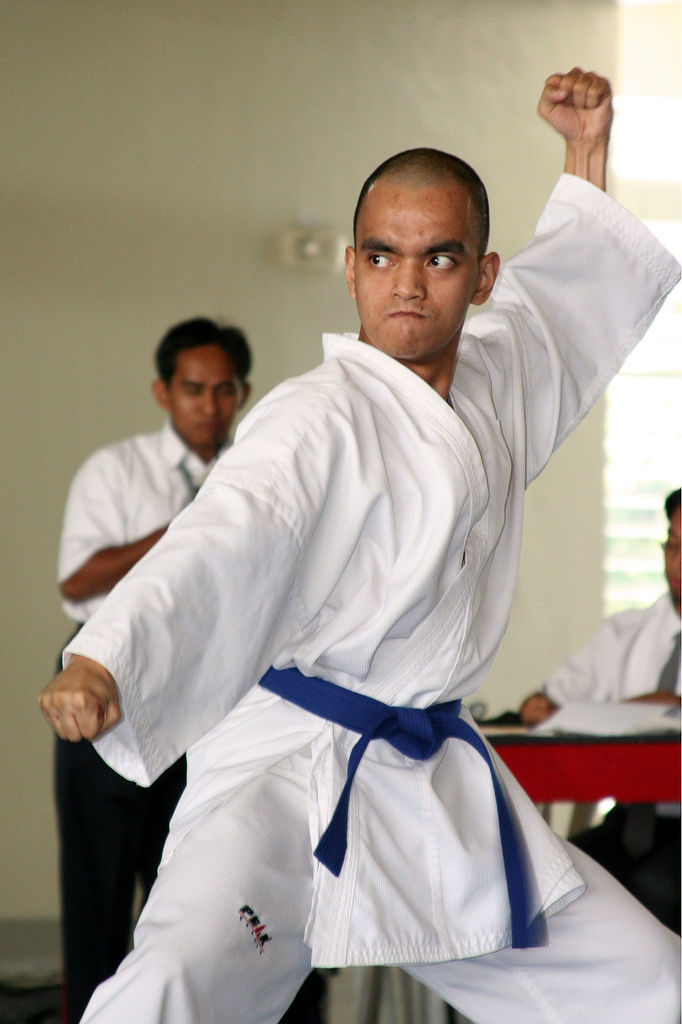
現時空手道道服

在琉球國時代，史料中沒有關於空手道道服的記載。在太平洋戰爭之前的相片中，習武者大多是赤裸上身練習空手道。在1929年發表的《拳法概說》中，喜屋武朝德提到赤裸上半身的目的是為了練習皮膚的強韌性。然而，在1921年日本裕仁皇太子訪問沖繩之際，由容宜仁指揮的首里城正殿演武中，人們穿著白色上衣練習武術。
今日的空手道道服是1922年船越義珍在講道館演武之際，從神田的生地問屋買入白木棉地，參照柔道道服的風格親手縫製出來的。這是文獻上記載最早的空手道道服。1934年在《空手研究》中刊登了空手道道服的廣告，並於昭和初期開始販賣。由於空手道與柔道的差異，人們對空手道道服逐漸改良，成為今天的樣子。
在今日的空手道道服中，傳統派空手道的道服與全接觸式空手道的道服有些許不同。

## 教授方法的變遷

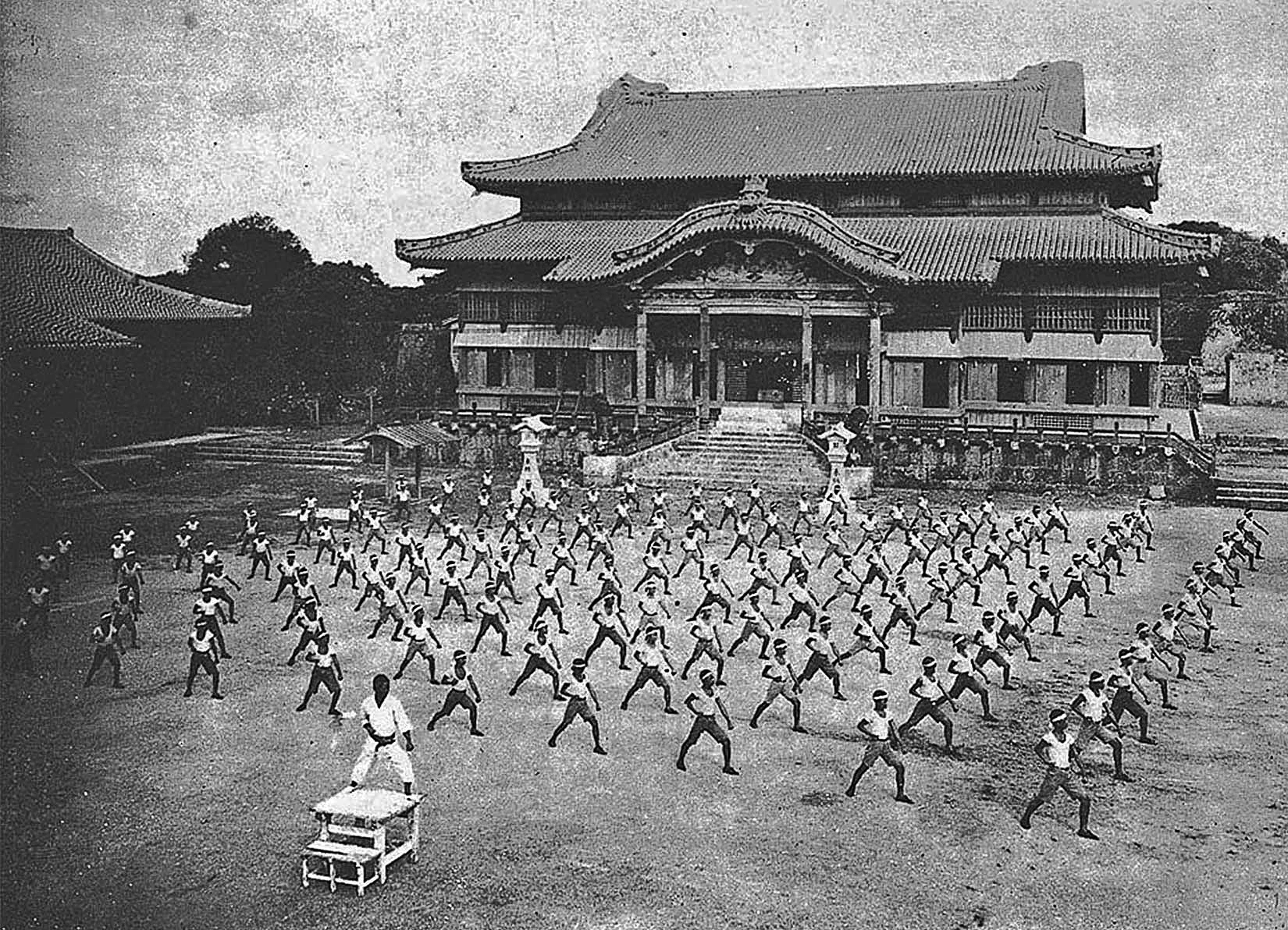
1921年的首里城空手演武，由城間真繁指導

在琉球國時代，唐手（空手道）的教學是秘密進行的，往往是在夜深人靜的時間，或是在人煙稀少的地點（如墓地）進行。這是為了避免被薩摩藩的在番役人所發現的緣故。因此當時沒有道場，師徒的人數也很少。
與同時期的日本武術不同的是，以空手道為代表的琉球武術沒有專門的武術書籍，而是通過口耳相傳和實際演練進行傳承的。相傳在當時每學會一種型就需要花費三年的時間。當時採用的是約束組手而不是現在的自由組手，因此必須在實戰中進行訓練。
明治以後，空手道的教授大為轉變。沖繩縣的各中學和師範學校開始公開教授空手道，師兄弟之間一對一的練習。在教練的號令下，大量徒弟同時練習同一種型。糸洲安恒在此時期內創立了平安之型。
進入大正時代後，沖繩唐手俱樂部在那霸成立。當時沖繩的空手大家參加了俱樂部，第一次作出了共同研究、共同修煉唐手的努力。又，船越義珍和本部朝基於此時期出版了空手道史上第一部研究書籍。昭和之後，空手道的技法名稱開始出現，書籍紛紛出版，對組手的研究也不斷深入，並作出了試合的努力。空手道的段級位制和色帶制被認定，同時練習體系也逐漸合理化。空手家們相繼建立自己的道場，以教授更多的徒弟。
然而，隨著空手道的近代化，西洋的身體動作、運動理論的傳入，引起了空手家的反省。近年來興起了對古傳空手和沖繩空手再認識、再評價的熱潮。

## 海外的影響

### 台灣
1961年，松濤館流淺井哲彥等人前往台灣教授空手道。現台灣空手道主體為松濤館系外，還包括和道流、糸東流、少林寺流、剛柔流等。
2013年，全世界空手道連盟新極真會（新極真会）在台北設立道場，並於2016年升格為台灣支部 （页面存档备份，存于）。

### 中國大陸
小林流拳士會铭苅拳一最早於1988年在上海武術院進行空手道表演。1990年，經巴西總統費爾南多·科洛爾·德梅洛及日本駐滬領事館推薦，由上海市市長朱鎔基協助，铭苅拳一在上海體育宮自費創辦了中國大陸第一個官方承認的空手道訓練班。铭苅拳一在西安、雲南、北京、南京、成都等地創立了五十多個支部。
2000年左右起，國際知名空手道組織紛紛入駐中國大陸，中國大陸空手道由小林流一枝獨秀發展為松濤館流、剛柔流、極真會、和道會等眾多流派。
2006年5月29日，空手道被中華人民共和國列入全國體育競賽計畫，並成立空手道國家集訓隊，以佛山為訓練基地。2008年12月9日，中國空手道協會在青島正式成立。

### 香港
原明治大学空手道部的成员，日本商人原田注最早於1964年初在香港銅鑼灣世界健身會開始教授剛柔流空手道。1968年獲得日本剛柔會正式任命，成立香港剛柔會。
其他的如剛柔會也相繼創立。大部分香港空手道道場已漸漸使用體育式空手道的訓練方法，着重於得分的技巧。現今只剩下為數不多仍然使用傳統方式（即強調基本功的重要性）訓練空手道的道場。

### 朝鮮半島
1910年日韓併合後，空手道被帶入朝鮮半島。1940年代中期，這項武術被當地人稱為「空手道」、「唐手道」或「韓手」。1950年代，崔泓熙將在日本期間所學的松濤館流空手道融入跆拳道中。

### 美國
最早將空手道介紹到美國的可能是在太平洋戰爭前移住美國的琉球人，然而，關於這方面的記錄缺乏文獻記載，難以考證。著名的空手家屋部憲通在美國本土逗留了8年後，1927年於歸國途中，在夏威夷召開了講習會。屋部之後，本部朝基、陸奧瑞穗（船越義珍的門人）、東恩納龜助（本部的門人）、宮城長順等空手家先後訪問夏威夷教授空手道。
空手道在美國本土的普及則開始於太平洋戰爭之後，通過駐日美軍和駐琉美軍士兵傳入美國本土。其代表人物有，被譽為「美國空手道之父」的羅伯特·特里阿斯（Robert Trias）。特里阿斯於二戰時，在索羅門群島向本部朝基的一名中國籍弟子學習空手道。1946年，特里阿斯在亞利桑那州的菲尼克斯開設了道場。

### 歐洲
歐洲於1960年以後向日本派遣人員學習空手道後回國傳播，松濤館流的金澤弘和向西德人和英國人教授空手道，葡萄牙人則向剛柔流的東恩納盛男學習空手道。
1960年代中期，在赫魯雪夫的批准下，蘇聯在莫斯科大學設立空手部。1973年，蘇聯政府突然下令禁止空手道，改為鼓勵學習俄羅斯傳統武術桑搏。但因空手道團體的勢力強大，這項禁令未能成功。1978年12月，蘇聯體育委員會成立蘇聯空手道聯盟。1984年5月17日，蘇聯空手道聯盟被強制解散，空手道再度非法。蘇聯解體後，空手道才在俄羅斯再度興盛並迅猛發展。

## 相關条目
- 唐手
- 琉球手
- 武道
- 船越義珍
- 大日本武德會
- 世界空手道聯盟
- 極真會館
- 跆拳道

## 附註
1. ↑  船越義珍，《琉球拳法唐手》，第三頁。
2. 1 2  . Olympics.   [2024-09-20]. （原始内容存档于2024-07-29） （中文）.
3. 1 2  船越義珍《愛藏版 空手道一路》，榕樹書林（2004年），98頁。
4. ↑  富名腰義珍. . 近世支那（しな）崇拝熱の高い時代に、数多の武人が支那と往来して支那拳法を稽古し、古来の拳法いわゆる『沖縄手』に之（これ）を加味して研究し、短を捨て長を採り、愈々（いよいよ）精妙を加えた
5. ↑  .   [2017-05-14]. （原始内容存档于2018-01-30）.
6. ↑  富名腰義珍，《琉球拳法唐手》，武俠社，1922年。（復刻版・普及版）榕樹書林，2006年。ISBN 4-89805-117-0
7. ↑  宮城長順《唐手道概說》，1936年。
8. ↑  （琉球新報，1913年1月17-19日記事）安里安恒口述，富名腰義珍記錄。
9. ↑  長嶺将真50頁。
10. ↑  參見儀間真謹、藤原稜三著，43頁。
11. ↑  同上，42頁。
12. ↑  《球陽》，1743年至1745年
13. ↑  《沖繩的武技》，琉球新報，大正3年1月17日，安里安恒口述，松濤記錄。「沖縄固有の武芸にして田舎の舞方なるものが、いわゆる唐手の未だ発達せざる時代のそのままであらう」
14. ↑  參見岩井虎伯愛隆堂，平成14年出版，146頁。
15. ↑  參見長嶺将真，新人物往来社出版，昭和61年，144頁。
16. ↑  參見比嘉敏雄、高宮城繁編著，沖空会北谷道場，2002年，90頁。
17. ↑  中華民國空手道協會. .   [2015-09-27]. （原始内容存档于2015-12-18）.
18. ↑  長嶺将真52頁。
19. ↑   (PDF).   [2010-05-02]. （原始内容存档 (PDF)于2008-11-19）.
20. ↑  .   [2010-05-02]. （原始内容存档于2011-07-07）.
21. ↑  .   [2010-05-02]. （原始内容存档于2006-05-16）.
22. ↑  高尔夫、七人制橄榄球成为2016年奥运会比赛项目 （页面存档备份，存于），新华网体育频道新闻，2009年10月9日
23. ↑  . IOC.   [4 August 2016]. （原始内容存档于2016-10-07）.
24. ↑  . BBC.   [4 August 2016]. （原始内容存档于2021-02-09）.
25. ↑  .   [2016-08-05]. （原始内容存档于2021-01-25）.
26. ↑   (PDF). Kenkyo-ha Goju Karate kai: 83. 2016  [2016-08-06]. （原始内容存档 (PDF)于2020-09-15）.
27. ↑  儀間真謹、藤原稜三，273頁。
28. ↑  三木二三郎、高田瑞穗《拳法概說》，184頁。
29. ↑  參見富名腰義珍在《錬胆護身 唐手術》上所刊登的照片。
30. ↑  儀間真謹、藤原稜三，104頁。
31. ↑  富名腰義珍，《空手道教範》，大倉廣文堂，昭和10年，37頁。
32. ↑  .   [2012-09-22]. （原始内容存档于2013-06-17）.
33. ↑  中国空手道从佛山走出去 （页面存档备份，存于） 珠江时报
34. ↑  .   [2010-05-02]. （原始内容存档于2017-12-03）.
35. ↑  Nozaki, Yoshiko; Hiromitsu Inokuchi, Tae-young Kim. . （原始内容存档于2007-01-25）.
36. ↑  .   [2010-05-02]. （原始内容存档于2009-08-14）.
37. ↑  《日布時事》1927年4月12日記事 （页面存档备份，存于）。
38. 1 2  karate-shotokan.net 的存檔，存档日期2007-10-10.
39. ↑  .   [2010-05-02]. （原始内容存档于2013-06-10）.

## 外部連結
- 世界空手道聯盟（WKF） （页面存档备份，存于）
- 中華民國空手道協會秘書長連絡網站
- 全世界空手道連盟新極真會 台灣支部 WKO Shinkyokushinkai Karate Taiwan Branch （页面存档备份，存于）
- 空手道協會 （页面存档备份，存于）
- 中國香港空手道總會 （页面存档备份，存于）
- 香港林派糸東流空手道拳正會 （页面存档备份，存于）
- 上地流国際唐手道協会(香港支部) （页面存档备份，存于）
- 空手道系圖